# Leander Dendoncker
Leander Dendoncker (Passendale, 1995. április 15. –) belga válogatott labdarúgó, a spanyol Real Oviedo középpályása.

## Pályafutása

### Klubcsapatokban
2013. július 21-én mutatkozott be az RSC Anderlecht első csapatában a KRC Genk elleni szuperkupa mérkőzésen, a 81. percben Dennis Praet cseréjeként lépett pályára. 2014. augusztus 1-jén debütált a bajnokságban az KV Oostende ellen, a 87. percben Aleksandar Mitrović cseréjeként. Augusztus 17-én kezdőként lépett pályára és végig ott is maradt a KVC Westerlo elleni bajnoki találkozón. 2015. január 18-án megszerezte első gólját a Lierse SK ellen.
2018 nyarán az angol élvonalba feljutó Wolverhampton Wanderers vette kölcsön. 2019. július 1-én a Wolves végleg leigazolta, 12,15 millió fontot fizettek érte. 2022. szeptember 1-jén az Aston Villa csapatához igazolt. Szeptember 16-án debütált a Southampton elleni bajnoki mérkőzésen. A szezon első felében többnyire csak csereként számolt vele Unai Emery menedzser. 2023. december 26-án a Manchester United elleni bajnoki mérkőzésen szerezte meg első gólját.
2024. január 26-án kölcsönbe került az olasz Napoli csapatába a szezon végéig. 2024. augusztus 31-én a szezon végéig kölcsönbe került korábbi csapatához az Anderlechthez, amelynek vásárlási opciója lett.
2025. augusztus 19-én a Real Oviedo csapatába igazolt.

### A válogatottban
Részt vett a 2012-es U17-es labdarúgó-Európa-bajnokságon, ahol a csoportkör mind a 3 mérkőzésén pályára lépett. 2015. június 7-én mutatkozott be a felnőtt válogatottban a francia válogatott elleni felkészülési mérkőzésen, a 85. percében váltotta Jason Denayert. 2018 májusában bekerült a 2018-as labdarúgó-világbajnokságra készülő bő keretbe. Június 4-én a szűkítés során bent maradt a keretbe. Június 28-án az angolok elleni csoportmérkőzésen lépett csak pályára a világbajnokságon, ahol bronzérmesek lettek.
Kezdőként pályára lépett a 2020-as labdarúgó-Európa-bajnokságon a csoportkör első két mérkőzésén, majd miután Axel Witsel felépólt sérüléséből már csak csereként számolt vele a szövetségi kapitány. 2022. június 8-án megszerezte első válogatott gólját Lengyelország elleni Nemzetek Ligája találkozón. A 2022-es labdarúgó-világbajnokságon a Kanada elleni nyitómérkőzésen kezdőként lépett pályára.

## Sikerei, díjai

### Klub
- RSC Anderlecht
  - Belga bajnok: 2016–17
  - Belga szuperkupa: 2013, 2014, 2017

### Válogatott
- Belgium
  - Labdarúgó-világbajnokság:
    - Bronzérmes: 2018